# Wynton Kelly
Wynton Kelly (2. prosince 1931 Brooklyn, New York, USA – 12. dubna 1971 Toronto, Ontario, Kanada) byl americký jazzový klavírista. Od roku 1951 hrál ve skupině zpěvačky Dinah Washington. Následně nahrával s Lesterem Youngem, Dizzy Gillespiem a po návratu z armády byl členem skupiny Charlese Minguse.
V letech 1959–1963 byl členem kvintetu Milese Davise a hrál na jeho albech Kind of Blue (1959) a Someday My Prince Will Come (1961). Rovněž spolupracoval s hudebníky, jako byli Cannonball Adderley, jeho bratr Nat Adderley, Bob Brookmeyer, John Coltrane, King Curtis, Illinois Jacquet, Wayne Shorter, Wes Montgomery nebo Jimmy Heath. On sám rovněž vydal několik alb pod svým jménem.
Zemřel po epileptickém záchvatu ve věku 39 let. Jeho bratrancem byl Randy Weston, rovněž klavírista.